# Нововасилівська волость
Нововасилівська волость — адміністративно-територіальна одиниця Бердянського повіту Таврійської губернії.
Станом на 1886 рік складалася з 6 поселень, 7 сільських громад. Населення — 8566 осіб (4310 чоловічої статі та 4256 — жіночої), 1075 дворових господарств.
|                     | Площа, десятин | У тому числі орної, дес. |
| ------------------- | -------------- | ------------------------ |
| Сільських громад    | 31190          | 24201                    |
| Приватної власності | 6658           | 1971                     |
| Казенної власності  | 6668           | 4013                     |
| Іншої власності     | 95             | 95                       |
| Загалом             | 44611          | 30280                    |

Основні поселення волості:
- Ново-Василівка (Ново-Олександрівка, Андріївка) — колишнє державне село при балці Анаіла за 80 верст від повітового міста, 3525 осіб, 430 дворів, православна церква, 2 школи, поштова станція, 9 лавок, чавуно-ливарний завод, цегельний завод.
- Астраханка — колишнє державне село при балці Анаіла, 2133 особи, 252 двори, 2 школи, поштова станція, 2 цегельних заводи.
- Воскресенка (Кислик) — колишнє державне село при балці Анаіла, 963 особи, 151 двір, православна церква, школа.
- Новоспаська (Шавкай) — колишнє державне село при балці Шавкай, 1304 особи, 150 дворів, поштова станція, 2 лавки, постоялий двір.